# Nagai Hidehiko
Nagai Hidehiko (Tóquio, 15 de agosto de 1962) é um cantor e compositor japonês.